# Traserico
Traserico (em latim: Trasericus) foi um rei gépida dos séculos V e VI. Era filho do rei Trapstila e governou os gépidas de Sirmio. No início do século VI, realizou uma aliança com Gunderido e por volta de 504, o rei Teodorico, o Grande (r. 474–526) enviou contra ele seu general Pitzias e Traserico foi obrigado a fugir. Como consequência, Sirmio e seus territórios vizinhos foram tomados e sua mãe foi capturada.